# دونغشيانغ
تقطن قومية دونغشيانغ منطقة دونغشيانغ التابعة لولاية نينشيا بمقاطعة قانسو جيلا بعد جيل، ويبلغ عدد أبنائها حوالي 370 ألف نسمة. الجزء الرئيسي من قومية دونغشيانغ ينتمي إلى أبناء سام الذين جاءوا مع جيش منغوليا إلى الصين في القرن الثالث عشر، واستوطنوا دونغشيانغ، وتشمل أيضا قومية دونغشيانغ عناصر من قوميات هوي وهان ومنغوليا. وطوائف مسلمي قومية دونغشيانغ متعددة، ولكل طائفة مسجد خاص، وتتأثر عادات أبناء قومية دونغشيانغ بمذاهب هذه الطوائف. لا يزال القرآن الكريم، المخطوط الذي أتي به أسلافهم من آسيا الوسطى، محفوظا بينهم بصورة سليمة حتى اليوم. ويعمل أبناء قومية دونغشيانغ بالزراعة كحرفة رئيسية. وتتوفر الأعمال الفنية والأدبية الشعبية لقومية دونغشيانغ، بما فيها قصيدة «الفتي مي نا قا خه والفتاة ما شي لو» و«فراشة العنب».. ويحب أبناء قومية دونغشيانغ أغنيات «هواأر» (الزهور) مثل قومية هوي.ات هوي ودونغشيانغ.
تقطن قومية دونغشيانغ منطقة دونغشيانغ التابعة لولاية نينشيا بمقاطعة قانسو جيلا بعد جيل، ويبلغ عدد أبنائها حوالي 370 ألف نسمة. الجزء الرئيسي من قومية دونغشيانغ ينتمي إلى أبناء سام الذين جاءوا مع جيش منغوليا إلى الصين في القرن الثالث عشر، واستوطنوا دونغشيانغ، وتشمل أيضا قومية دونغشيانغ عناصر من قوميات هوي وهان ومنغوليا. وطوائف مسلمي قومية دونغشيانغ متعددة، ولكل طائفة مسجد خاص، وتتأثر عادات أبناء قومية دونغشيانغ بمذاهب هذه الطوائف. لا يزال ((القرآن الكريم))، المخطوط الذي أتي به أسلافهم من آسيا الوسطى، محفوظا بينهم بصورة سليمة حتى اليوم. ويعمل أبناء قومية دونغشيانغ بالزراعة كحرفة رئيسية. وتتوفر الأعمال الفنية والأدبية الشعبية لقومية دونغشيانغ، بما فيها قصيدة ((الفتي مي نا قا خه والفتاة ما شي لو)) و ((فراشة العنب)).. ويحب أبناء قومية دونغشيانغ أغنيات «هواأر» (الزهور) مثل قومية هوي.ات هوي ودونغشيانغ.